# Гипсизигус ильмовый
Гипсизи́гус и́льмовый (лат. Hypsizygus ulmarius) — гриб рода гипсизигус семейства Lyophyllaceae.
Синонимы:
- Русские: Вёшенка ильмовая, Рядовка ильмовая, Лиофиллум ильмовый.
- Латинские:
  - Hypsizygus ulmarius
  - Lyophyllum ulmarium
  - Hypsizygus marmoreus
  - Pleurotus ulmarius

## Описание
Плодовое тело крупное, шляпконожечное.
Шляпка широкая, 5-15 см, в исключительных случаях её диаметр достигает 25 см. Поверхность сухая, с шелковистой текстурой, часто мраморным рисунком, светло-серого или серо-охристого цвета. Форма шляпки сначала выпуклая, бугорчатая, с завернутым краем, гигрофанная, с водянистыми коричневатыми пятнами, затем выпукло-распростёртая, распростёртая, иногда с тупым бугорком или чуть вдавленная.
Споровый порошок белый. Споры 5-7 × 4-5,5 мкм.
Цветовая реакция на йод отрицательная. Споры имеют гладкую поверхность.
Ножка имеет слегка волокнистую структуру, беловатая, бледно-палевая, с беловатым налетом, от прикосновения желтеет. Высота 5-8 (10) см и диаметр 1-1,5 см. Ножка жёсткая, волокнистая. Часто образует сростки из трех и более плодовых тел.
Мякоть шляпки плотная, упругая, волокнистая, светлая или серовато-коричневая, со слабым мучным («рядовочным») запахом и слабым, но приятным вкусом.
Пластинки частые, широкие, широкоприросшие, белые, беловатые или желтоватые.

## Экология и распространение
Сапрофит. Растёт на почве у корней живых деревьев в лиственных и смешанных лесах, в парках, на гниющей древесине, на валежнике.
Сезон в средней полосе России с начала сентября до середины октября (массовое плодоношение — середина сентября).

## Сходные виды
Водянисто-восковатые пятна на шляпке не позволяют перепутать этот гриб с чем-либо ещё.

## Употребление
Съедобный гриб средних вкусовых качеств. Употребляется в пищу свежим (после 15-20 минут отваривания), солёным, маринованным.